# MAX Part.1
「MAX Part.1」（原題:Tempus Fugit）は『X-ファイル』のシーズン4第17話で、1997年3月16日にFOXが初めて放送した。なお、本エピソードは「ミソロジー」に属するエピソードであり、第18話「MAX Part.2」へと続くエピソードである。
なお、原題のTempus Fugitとはラテン語で「光陰矢の如し」を意味する語句である。

## スタッフ
- 監督:ロブ・ボウマン
- 脚本:クリス・カーター、フランク・スポットニッツ

## キャスト

### レギュラー
- デイヴィッド・ドゥカヴニー - フォックス・モルダー特別捜査官
- ジリアン・アンダーソン - ダナ・スカリー特別捜査官

### ゲスト
- ブレンダン・ベイサー - ペンドレル捜査官
- グレッグ・マイケルズ - スコット・ギャレット
- スコット・ベリス - マックス・フェニング
- ジョー・スパーノ - マイク・ミラー、事故調査チームのリーダー。
- トム・オブライエン - ルイス・フリッシュ軍曹
- チルトン・クレイン - シャロン・グラフィア
- ロバート・モロニー - ブルース・ベアフェルド
- フェリシア・シュルマン - モーテルの管理人
- リック・ドブラン - アーマンド・ゴンザレス軍曹
- ジェリー・スクラム - ラロルド・レブフン
- デヴィッド・パルフィー - ダーク・マン

## ストーリー
ニューヨーク上空を飛ぶ飛行機の中にはマックス・フェニングがいた。彼は自分を付けている人間の存在に気が付いていた。機内のトイレに向かった男はジップ・ガンを組み立てた後に、自分の座席へと戻った。それから間もなく、飛行機は突然揺れだし、窓の外から強い光が差し込んできた。マックスの座席のすぐ近くにある緊急脱出用のドアが開いたために、飛行機は墜落してしまうのだった。
その頃、モルダーはスカリーの誕生日を祝う集まりに出席していた。そこへシャロン・グラフィアを名乗る女性がやって来た。彼女はマックスの妹なのだという。シャロンによると、マックスはモルダーに何かを直接渡すためにワシントンへ向かったのだが、飛行機が墜落してしまった今、何を渡そうとしていたのかが分からなくなってしまったのだという。2人は墜落現場となったノースビル村へ向かい、国家運輸安全委員会の調査チームに合流した。墜落した549便のフライトレコーダーを聞いたモルダーは、エイリアンがマックスをアブダクトしようとしたために飛行機が墜落したという持論を展開したが、誰にも支持されなかった。
モルダーとスカリーが墜落現場を調査した結果、遺体の腕時計が示している時刻と墜落時刻の間に9分間の開きがあることが判明した。時間の消失現象の証拠を得たモルダーは、マックスがエイリアンに誘拐された以上、彼の死体はこの現場にはないだろうと確信した。同じ頃、調査チームの一人になりすましたスコット・ギャレットは、暗殺者の死体からジップ・ガンを回収し、彼の顔と指紋に酸性の液体をかけて証拠を隠滅した。そんな中、マックスの隣に座っていた乗客、ラロルドが生存していると判明した。彼の傷は被爆によって生じたものに思われた。
スカリーとの口論の末に、シャロンはマックスが機内に放射性物質を持ち込んでいないことと自分がマックスの妹ではないことを暴露した。シャロンからマックスの情報を聞き出したスカリーはそれをモルダーに伝えた。マックスはコロラド州の発電所で働いていたこと、プルトニウムを機内に持ち込むことで飛行機が墜落する可能性を怖れていたことを伝えたのである。シャロンの嘘を知ってもなお、モルダーはマックスがUFOに誘拐されたという自説を曲げなかった。スカリーはそんなモルダーに「マックスの遺体が墜落現場で発見された」と告げるのだった。その頃、シャロンは滞在していたホテルの一室で何者かに誘拐されてしまった。
マックスの遺体が本人のものであることを確認したモルダーだったが、マックスの腕時計が他の犠牲者の腕時計とすり替えられていることに気が付いた。モルダーは調査委員会が事故の原因は機器の不具合であると結論づけたことに異を唱える一方で、空白の9分間に何が起きたか分からないことには墜落の真の原因を突き止めることは出来ないとも思っていた。モルダーとスカリーは墜落事故の際に管制の任務に当たっていたフリッシュ軍曹の下を訪れた。フリッシュは何もおかしなことはなかったと2人に言った。2人が去った後、フリッシュは同僚と「549便墜落事故の真実を2人に明かすべきだった否か」でもめることになった。
シャロンの部屋が荒らされているのを見た後、モルダーはミラーに会いに行った。ミラーはモルダーに「飛行機のドアは外側から開けられていた」という事実を明かすのだった。その後、フリッシュは同僚の死体を見つけた。自殺は偽装されたもので、何者かが殺したのは明白だった。そこへ、フェリッシュを捕らえるべく、特殊部隊が基地にやって来たが、隙を突いてフリッシュは逃げ出すことに成功した。フリッシュはモルダーとスカリーの下に駆け込み、「飛行機が墜落した夜、私は上官の命令で549便を追跡していた。すると、その飛行経路に別の機体が出現した。それから間もなく、謎の爆発によって飛行機がレーダーから姿を消した。」という事実を打ち明けるのだった。その話を聞いたモルダーは「別の機体がUFOを撃墜した際の爆発によって、549便は墜落してしまった」という仮説を立てた。3人が話をしているところに、特殊部隊がやって来たので、3人は逃走した。
その頃、墜落現場にいたミラーは発光体を目撃していた。光が収まったとき、ふと目の前を見るとそこにはシャロンがいた。
スカリーがフリッシュをつれてワシントンD.C.へ向かう一方で、モルダーはUFOが墜落したと思われるグレート・スカンダガ湖へ向かった。スカリーはフリッシュと共にバーに立ち寄ったが、そこにはペンドレル捜査官もいた。そこへ、シンジケートの殺し屋が来襲し、フリッシュを殺そうとしたが、誤ってペンドレルを撃ってしまった。
湖に到着したモルダーは、特殊部隊が墜落したUFOの機体を捜索しているのを見た。湖に潜ったモルダーは、エイリアンの死体とUFOの残骸を見つけた。水面に浮上しようとしたモルダーは、何者かが自分をライトで照らしていることに気が付いた。

## 製作
シーズン3の製作中から、特殊効果部門の責任者であるデイヴ・ゴーシャーは飛行機の墜落のシミュレーションが出来るように、ボーイング737の大型模型を作っていた。それを知ったクリス・カーターは模型をシーズン4で活用することにした。本エピソードの企画を練っているとき、製作スタッフは知人が墜落した飛行機に乗っていたという事実にショックを受けるモルダーを描き出したいと考え、シーズン1第10話「堕ちた天使」に出てきたマックス・フェニングを再登場させることにした。
マックス・フェニングを演じたスコット・ベリスは、最初の出演以降も『X-ファイル』の他のキャラクターのオーディションを受けていた。しかし、マックスを演じるベリスのイメージが脳裏に焼き付いていた製作スタッフは、ベリスをオーディションで落とさざるを得なかった。複数回の落選を経たある日、ベリスはジムで偶然会ったデヴィッド・ドゥカヴニーから「製作スタッフがマックスの再登場を検討している」と知らされた。フランク・スポットニッツは「マックスの再登場に無理矢理感があってはならないし、すでにやったことをやるわけにもいかない」と考えていたのだという。それ故、マックスをPart.1で殺すというアイデアを思いついたとき、スポットニッツは「これは大胆な決断だ」と思ったのだという。

### 撮影
ゴーシャーの模型は組み立てるのに1500リットル級の油圧機器を使用しなければならないほどの大きさで、機体の揺れをシミュレートできるように柔軟な動きが出来るように設計されたものだった。22度まで傾かせることができ、4フィートの移動にも耐えうるものだった。胴体部分には6フィート毎に開けられる部分がついており、そこから内部をカメラで撮影することが出来た。
製作スタッフは墜落現場とその調査を出来る限り現実に即した形で描写するべく、国家運輸安全委員会のスタッフをテクニカル・アドバイザーとして起用し、全ての要素を適切な形に再構成した。監修に参加したスタッフは「臭い以外は現実の墜落現場に即したものになった」と述べている。カーターは「臨場感溢れるセットを前にして、スタッフの中には恐怖感を抱いたものが少なからずいた。自分でセットを組み上げたのに。」と述べている。ロブ・ボウマンは本エピソードが予算オーバーになったことを認めつつ、「激怒したFOXから僕を守ってくれたのはカーターだった」と振り返っている。
マックスが空中浮遊したまま飛行機のドアから連れ出されるシーンは、ベリスを模型の外からハーネスで引っ張ることで撮影された。ただし、幾つかの角度からの撮影ではスタントマンが起用されることとなった。ベリスはこの撮影を「非常に困難だった撮影」と回顧している。

## 評価
1997年3月16日、FOXは本エピソードを初めてアメリカで放映し、1885万人の視聴者を獲得した。日本国内においては、1998年12月6日に「MAX Part.2」と合わせて「MAX」という題で日曜洋画劇場にて放送された。
本エピソードは肯定的見解優勢の賛否両論となった。『A.V.クラブ』のザック・ハンドルンは本エピソードにA-評価を下し、コールドオープンの手法が上手く活かされていることを称賛しつつ、「「MAX Part.1」は『X-ファイル』がお馴染みのキャラクターに対してもどれほど容赦ないものであるかを浮き彫りにしている。」「登場人物の死亡率の高さは運命の日が差し迫っているような雰囲気を醸し出している。多くのシーンで深淵がモルダーとスカリーを飲み込もうとしているかのようだ。深淵は文字通り深淵であると共に、象徴的な意味を持つものである。」と評している。『シネファンタスティック』のポーラ・ヴィタリスは本エピソードに4つ星評価で2つ星半を与え、「多くのアクションで視聴者の心を掴んでいる」と述べる一方で。「スコット・ベリス演じるマックス・フェニングをあっさり退場させたのは勿体ないと思う」「ラストでエイリアンの死体を発見するシーンのせいで、物語から良い意味での曖昧さが失われた。」と批判している。ロバート・シャーマンとラース・パーソンは著書『Wanting to Believe: A Critical Guide to The X-Files, Millennium & The Lone Gunmen』において、本エピソードに5つ星評価で4つ星を与え、「ここ2年間で見た「ミソロジー」系のエピソードの中で最も出来の良いエピソードだ」「物語も明快だ。」と評した上で、トム・オブライエンとジョー・スパーノの演技も称賛した。
本エピソードのポスト・プロダクション作業に関わった12人のスタッフは、1997年度のプライムタイム・エミー賞で音響編集賞を受賞した。